# 三井住友銀行總部大樓
三井住友銀行總部大樓（日语：三井住友銀行本店ビルディング）是一座位於日本東京都千代田區丸之内的摩天大樓，由三井不動產所有。整棟大樓由三井住友銀行租借使用。這座建築也是三井不動產在丸之內地區的第三座的辦公樓。該建築所在地曾建有日本鋼管的總部大樓。2010年，三井住友銀行正式遷入該建築。

## 外部連結

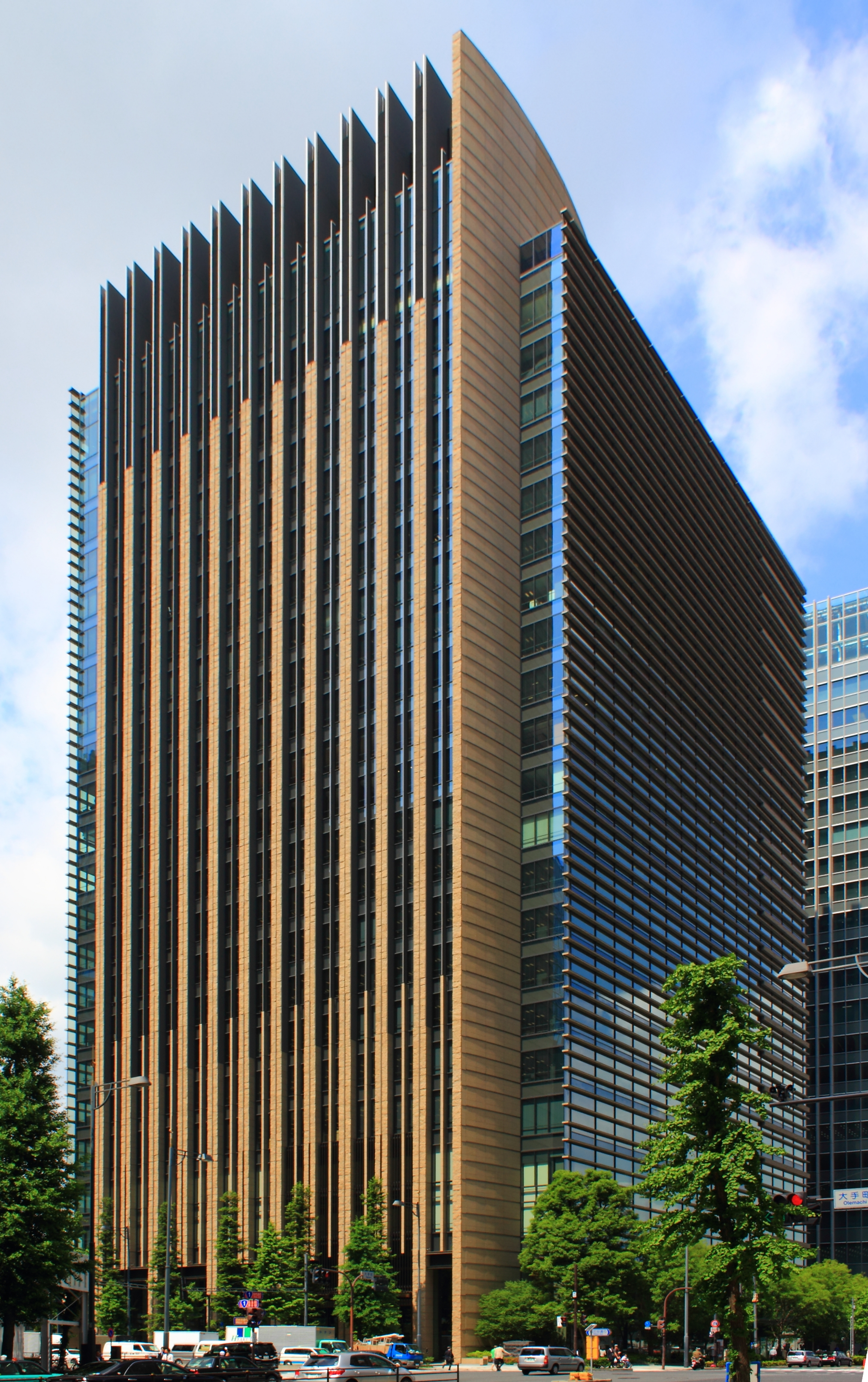
三井住友銀行總部大樓

- 三井住友銀行本店ビルディング（页面存档备份，存于）（三井不動産）